# Franz Timmerman

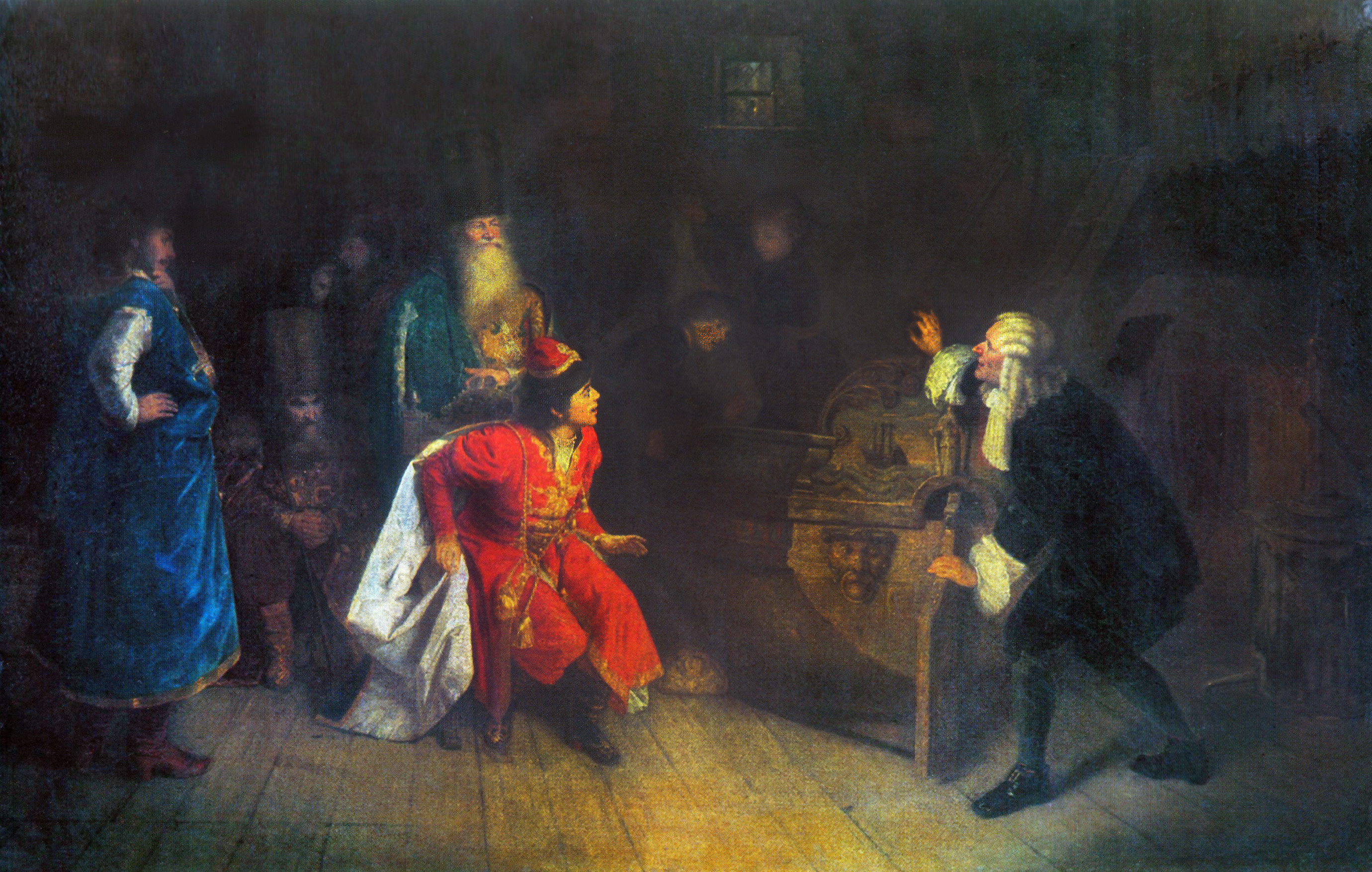
Ontdekking van de botik door Timmerman (uiterst rechts) en Peter I van Rusland (in het rood)

Franz Timmerman was een Nederlands koopman en mentor en vriend van tsaar Peter I van Rusland.

## Biografie
Timmerman woonde al twintig jaar in de Duitse wijk van Moskou, die een aanzienlijke Nederlandse gemeenschap had, toen hij in 1688 in contact kwam met Peter I. De jonge tsaar had namelijk een sextant ontvangen, maar kende geen Rus die wist hoe het instrument gebruikt moest worden. Daarom begon hij een zoektocht naar een buitenlandse deskundige in de Duitse wijk en kwam hij uiteindelijk terecht bij Timmerman. Hij stemde in om de tsaar les te geven, op voorwaarde dat zijn leerling eerst reken- en meetkunde zou leren.
Timmerman werd niet alleen Peters mentor, maar ook een goede vriend. De nieuwsgierige jonge tsaar was zeer geïnteresseerd in de ervaringen en kennis van Timmerman, en zou later nog een bezoek aan Amsterdam brengen.
Tijdens een excursie naar een koninklijk landgoed ontdekten Timmerman en Peter een oude boot van zijn grootvader, bekend als de botik die hij later zou restaureren en bevaren met een andere Nederlander genaamd Karsten Brandt.